# Bataille de Kirina
Fondation de l'empire du Mali
La bataille de Kirina opposa le 30 avril 1235 l’armée du roi sosso Soumangourou Kanté et l’armée de Soundjata Keïta et ses alliés.
Après la chute de l’Empire du Ghana, les Sossos dominaient toute la région après avoir vaincu militairement les petits royaumes. Le roi Soumangourou Kanté faisait régner la terreur.
Soundjata Keïta, de retour de son exil dans le royaume de Mena, s’allie avec les différents royaumes malinkés réunis à Siby, précisément à Tabou : Kamandjan Camara, roi de Siby, son cousin Tabon wana Fran Camara, roi des forgerons Camara, Siara Kouman Diabaté, Faony Diarra Kondé (ou Koné), roi du pays de Do. Il défie Soumangourou Kanté. La bataille de Kirina survient après plusieurs batailles. Blessant Soumangourou avec un ergot d’un coq blanc, son tana, il l’oblige à prendre la fuite. Soumangourou disparaît dans les montagnes de Koulikoro poursuivi par Soundjata Keïta. La capitale du royaume de Sosso est rasée et les forgerons et griots, symboles de l'ex puissance Sosso, deviennent les castes inférieures du nouvel empire.
Cette victoire de Soundjata Keïta fait de lui le « mansa » (empereur) reconnu par tous les autres rois alliés. C’est le début de l’Empire du Mali qui domine l’Afrique de l'Ouest pendant plusieurs siècles.
La bataille de Kirina est évoquée dans l'épopée de Soundjata, ensemble légendaire élaboré progressivement par les traditions orales d'Afrique de l'Ouest d'après la vie réelle de Soundiata.

## Sources
1. ↑  Gilles Holder, « Tal Tamari, Les castes de l'Afrique occidentale. Artisans et musiciens endogames », Homme, vol. 39, no 152,‎ 1999, p. 234–237 (lire en ligne, consulté le 30 décembre 2018)

- - Djibril Tamsir Niane, Soundjata ou l'épopée mandingue, Présence africaine, Paris, 1960.
- Joseph Ki-Zerbo et Djibril Tamsir Niane (sous la direction de), Histoire générale de l’Afrique, tome IV L’Afrique du XIIe au XVIe siècle, Présence africaine/Edicef/Unesco, 1991